# Дубовий гай (Полтава)
Дубо́вий Гай — ботанічна пам'ятка природи місцевого значення в Україні. Розташована в північній околиці міста Полтава, на вулиці Медичній, 1. 
Площа 4,2 гектарів. Статус присвоєно згідно з рішенням облвиконкому № 555 від 24.12.1970 року. Перебуває у віданні: Полтавська обласна психіатрична клінічна лікарня імені Олександра Мальцева. 
Статус присвоєно для збереження дубового гаю, який є залишком природного дубового лісу. Зростає 50 дерев, з них 10 віком понад 300 років. 

## Галерея

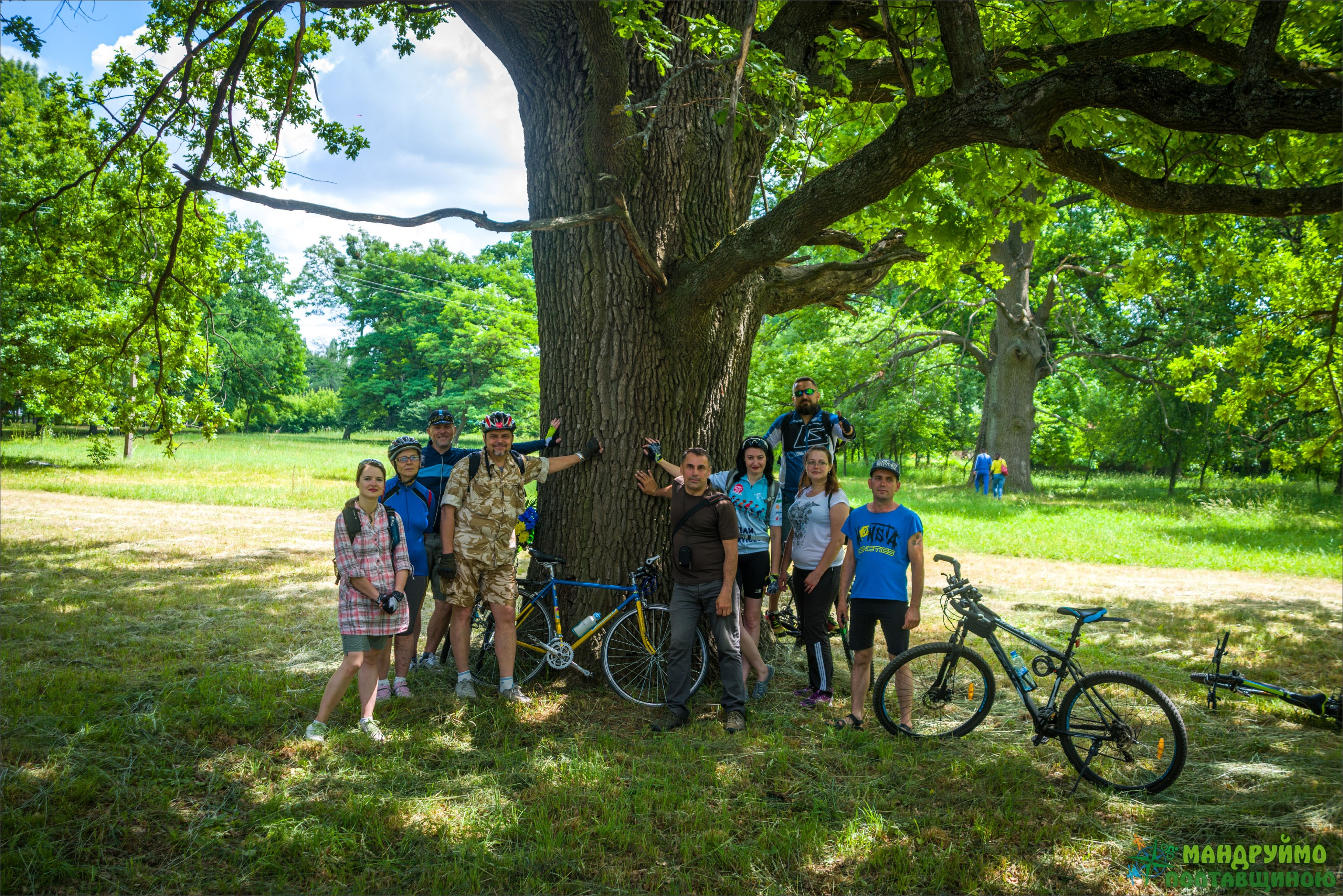
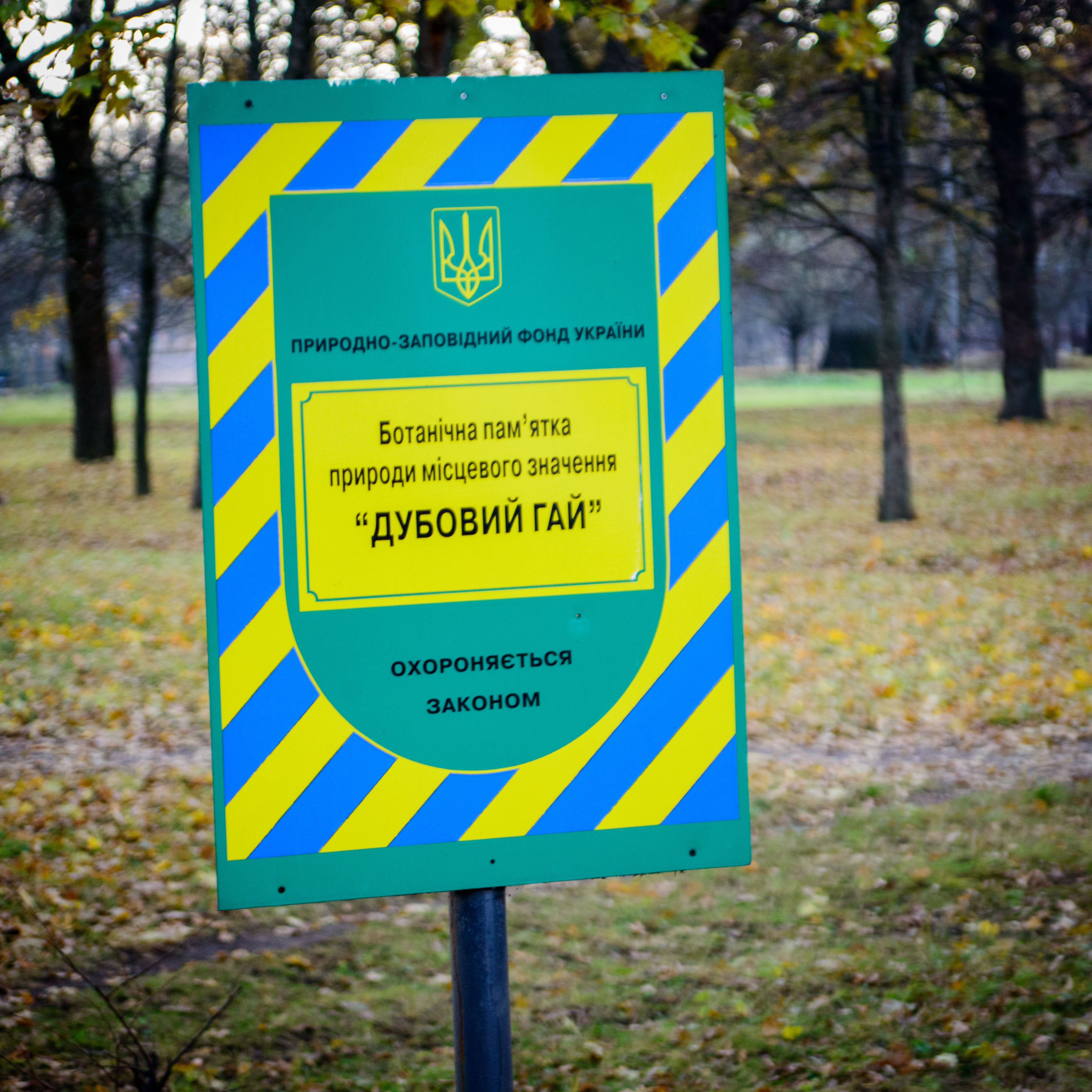